# Reinhard Böhm (Klimaforscher)
Reinhard Böhm (* 9. Februar 1948 in Wien; † 8. Oktober 2012 in Rauris) war ein österreichischer Klimaforscher und Meteorologe.

## Lebenslauf

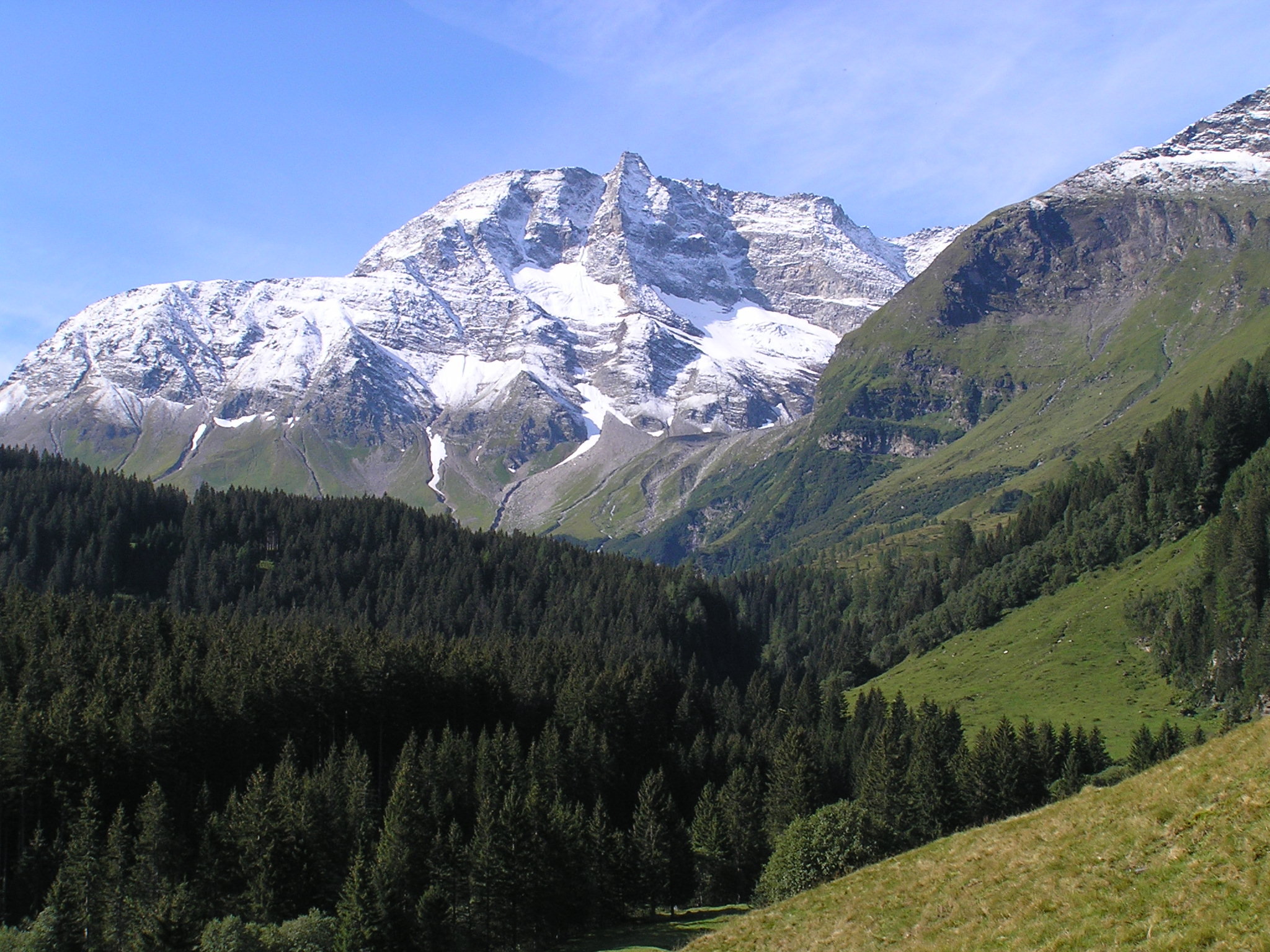
Auf dem Weg zum Observatorium Sonnblick brach Böhm auf dem Gletscher zusammen.

Böhm legte 1966 an der Goethe Realschule in Wien-Penzing seine Matura ab. In der Zeit von Oktober 1967 bis Juni 1973 absolvierte er am Institut für Meteorologie, Geophysik und Philosophie der Universität Wien unter den Universitätsprofessoren Heinz Reuter, Peter Weinzierl, Erich Heintel und Johann Mader ein erfolgreiches Studium, das er mit dem Doktortitel abschloss. Der Titel seiner Dissertation lautete „Ein Rechenverfahren zur Bestimmung der Wassertemperatur eines Flusses“. In dieser wird am Beispiel des Kamp in Niederösterreich die Berechnung für einen sommerlichen Schönwettertag durchgeführt und der Fehler aufgezeigt, der durch die Nichtberücksichtigung des natürlichen Horizontverlaufs entsteht.
Im August 1973 trat Böhm in den Dienst der Zentralanstalt für Meteorologie und Geodynamik (ZAMG) in Wien ein. Dort arbeitete er bis 1985 in der Abteilung für Wetterbeobachtung. Danach wechselte er in die klimatologische Abteilung. Ab Beginn des Jahres 2001 hatte Böhm die Sektion Klima-Umfrage und Hydro-Klimatologie über, wobei er sich bevorzugt der Hochgebirgsklimatologie und der Gletscherforschung im Gebiet der Hohen Tauern und der Sonnblickgruppe (Hoher Sonnblick, Stubacher Sonnblick und Großer Sonnblick) zuwandte. Ab den 1990er Jahren entwickelte er sich als Fachmann für Klimawandel und Klimavariabilität.
Die Beteiligung an zahlreichen nationalen und internationalen Klima-Forschungsprojekten verschafften ihm internationalen Ruf. Böhm war zudem Autor oder Mitautor von mehr als 150 wissenschaftlichen Publikationen und mehreren populärwissenschaftlichen Büchern. Im Jänner 2009 wurde Böhm mit der Leitung der Fachabteilung Klimavariabilität und Modelle betraut.
Am 8. Oktober 2012 verstarb Reinhard Böhm an den Folgen eines Herzinfarkts, den er am Gletscher des Sonnblicks in Salzburg erlitten hatte.

## Wissenschaftliche Arbeit
Seine fachlichen Qualifikationen trugen Reinhard Böhm auch den Beinamen „Vater der österreichischen Klimaforschung“ ein.

### Klimaforschung
Für Aufsehen sorgte eine im Mai 2012 von Böhm präsentierte Studie, in der er für den Alpenraum keine Zunahme von Wetterextremen feststellen kann.
Anhand einer Langzeitstudie der Zentralanstalt für Meteorologie und Geodynamik und des HISTALP-Datensatzes (Historical Instrumental Climatological Surface Time Series of the Greater Alpine Region) – dieser besteht aus Messdaten von 58 Orten im Alpenraum, die zum Teil bis ins Jahr 1760 zurückreichen – wies er nach, dass der Klimawandel unumstritten sei, eine Zunahme der Wetterextreme jedoch nicht gegeben ist. Böhm stellte dabei fest, dass die Temperaturschwankungen in den letzten Jahrzehnten nicht zu-, sondern abgenommen haben. „Die Gleichsetzung - Klimawandel bedeutet mehr Extremwerte - stimmt nur zum Teil. Es gibt zwar mehr heiße Tage, aber gleichzeitig nimmt die Zahl kalter Tage ab. Insgesamt wird das Wetter ausgeglichener und weniger wechselhaft“, führte Böhm, der ein „überproportioniertes Klimawandel-Marketing“ ablehne, in einem Gespräch im ORF-Radiosender Ö1 aus.
Laut Böhm ist es unbestritten, dass in den letzten 150 Jahren die globale Durchschnittstemperatur um ein Grad zugenommen hat, wobei diese Zunahme im Alpenraum sogar zwei Grad beträgt. Er führt dieses Phänomen darauf zurück, dass (wie ein Vergleich der Temperatur- und Luftdruckkurven der letzten 200 Jahre zeigt) eine Verlagerung der Subtropenhochs von Italien leicht Richtung Norden stattgefunden habe. Dies bedeute für den Alpenraum eine jährliche Zunahme von 300 Sonnenstunden, die zu häufigeren Hitzewellen führen.
Ein weiteres Ergebnis dieser Studie war, dass Langzeitverläufe bei Temperatur, Niederschlag und Luftdruck zwei lange Wellen der Variabilität zeigen, die sich annähernd alle einhundert Jahre wiederholen. Weiters ergab sich daraus, dass das Klima jeweils etwa zur Mitte der Jahrhunderte schwankender war als gegen Ende oder am Beginn der Jahrhunderte, wo sich dieses stabiler zeigte. Böhm konnte sich diese Klimavariabilität nicht erklären, mutmaßte aber, dass diese in Wechselwirkungen zu den Ozeanen stehen. Obwohl allgemein vermutet wird, dass es keine Übergänge zwischen den Jahreszeiten mehr gäbe, zeigte die Studie, dass dem nicht so ist. Obwohl es wärmer geworden ist, haben die Schwankungen nicht zugenommen.
Böhms Studie steht damit im Widerspruch zu zeitgleichen Studien, die von einer Zunahme extremer Wetterereignisse ausgehen.

## Publikationen
- Reinhard Böhm, Ingeborg Auer, Wolfgang Schöner: Labor über den Wolken – Die Geschichte des Sonnblick-Observatoriums, Böhlau Verlag, Wien 2011, ISBN 978-3-205-78723-5.[8]
- Günter Blöschl, Knut Beyer, Ronald Ganz, Ortwin Renn, Wolfgang Stalzer, Reinhard Böhm, Klaus Haslinger: Energieressourcen und Klimawandel, facultas.wuv Universitätsverlag, Wien 2011, 104 Seiten, ISBN 978-3-7089-0713-0[9]
- Reinhard Böhm: Heiße Luft nach Kopenhagen. Reizwort Klimawandel. Fakten – Ängste – Geschäfte, Va Bene 2010, 282 Seiten.[8][10]
- Ingeborg Auer, Franz Prettenthaler, Reinhard Böhm, Herwig Proske (Hrsg.): Zwei Alpentäler im Klimawandel, Innsbruck University Press 2010, 199 Seiten.[8]
- Reinhard Böhm, Wolfgang Schöner, Ingeborg Auer, Bernhard Hynek, Christine Kroisleitner, Gernot Weyss: Gletscher im Klimawandel. Vom Eis der Polargebiete zum Goldbergkees in den Hohen Tauern, ZAMG 2007, 111 Seiten.[8]
- Ingeborg Auer, Reinhard Böhm, Martin Leymüller, Wolfgang Schöner: Das Klima des Sonnblicks –  Klimaatlas und Klimatographie der GAW-Station Sonnblick einschließlich der umgebenden Gebirgsregion, ZAMG Wien 2002, ISSN 1016-6254, 305 Seiten.[8]
- Reinhard Böhm, Ingeborg Auer, Wolfgang Schöner: Der Sonnblick. Die 100jährige Geschichte des Observatoriums und seiner Forschungstätigkeit. Wien 1986, ISBN 3-215-05956-8.